# Miss Distrito Federal 2018
Miss Distrito Federal 2018 foi a 57ª edição do tradicional concurso de beleza feminina de Miss Distrito Federal, válido para a disputa de Miss Brasil 2018, único caminho para o Miss Universo. A competição, realizada pela Célebre Produções, teve a presença de dez (10) candidatas representantes suas respectivas regiões administrativas com a final no dia 17 de março no Hotel Nacional. A campeã recebeu a faixa e a coroa da vencedora do ano anterior, Stéphane Dias.

## Resultados

### Colocações
| Posição   | Representação & Candidata               |
| Vencedora | - Asa Norte - Lorrayne "Biah" Rodrigues |
| 2º. Lugar | - Cruzeiro - Alessandra Brum            |
| 3º. Lugar | - Lago Norte - Gabriela Borges          |

## Candidatas
Disputaram o título este ano:
- Asa Norte - Lorrayne "Biah" Rodrigues

- Cruzeiro - Alessandra Brum

- Jardim Botânico - Stephanie Tanizaki

- Lago Norte - Gabriela Borges

- Lago Sul - Denise Dantas

- Núcleo Bandeirante - Fernanda Lorrany

- Paranoá - Rayane Guimarães

- Park Way - Kamila Kapassi

- Riacho Fundo II - Loyane Faria

- Taguatinga - Gabriela Cristina